# Vedior
Vedior N.V. (Euronext : VDOR) est une multinationale, spécialisée dans l'emploi par intérim, et basée à Amsterdam qui a existé de 1887 à 2008. Elle a été absorbée par Randstad.

## En France
En décembre 2002, Philippe Salle, président d'Expectra, est chargé par Vedior de créer le Groupe Vedior France. Vedior France est né du rassemblement en France de toutes les sociétés du groupe. Le Groupe Vedior France est basé à Saint-Denis. Philippe Salle assurera la présidence commune de toutes les sociétés du groupe, en France, jusqu'en mai 2007. 
En 2005, le groupe annonce la création de l'Institut Vedior pour la diversité et l'égalité des chances, co-fondé par Philippe Salle, président du groupe, Yves Desjacques, président, et Frédéric Fougerat, délégué général.
En janvier 2009, le groupe annonce un plan social prévoyant 500 suppressions de postes en France, dont « 40 à 60 » dans le Nord-Pas-de-Calais, à Roubaix.